# Битка код Гангута
Гангутска битка вођена је 7. августа 1714. године између руске и шведске војске. Део је Северног рата, а завршена је руском победом.

## Позадина
Руси су 1714. године планирали да шведској флоти спрече продор у Фински залив. Средином маја, адмирал Фјодор Апраксин је отпловио из Кроншлота са 99 галија и 24.000 војника ради ојачања руског гарнизона у Обуу и преношења операција у Ботнијски залив. На путу је наишао на шведску флоту (16 линијских и 12 мањих бродова) под адмиралом Ватрангом усидрену код рта Гангут. Због тога је 6. јула застао у заливу Тверминеа. Петар Велики стиже 31. јула у Твермине и наређује да се бродови пребаце у фјорд Рилакс преко превлаке која спаја Гангут с копном и одатле продужи према Обуу.

## Битка
На покушај пребацивања бродова, Ватранг је упутио адмирала Нилса Ереншелда са 1 фрегатом и 9 галија у фјорд Рилакс, а адмирала Лиљеа са 8 линијских бродова и 2 бомбарде пред Тверемине. Користећи се тишином која је завладала 6. августа и онемогућила покрет шведских бродова, Петар Велики је упутио капетана-командора Матију Змајевића са 35 галија у фјорд Рилакс где је блокирао Ереншелда. Са претходницом се сјединила и главнина руске флоте, па је од 14 часова до 17 часова извршила три напада на шведски одред. Ереншелдови бродови одбили су два напада, а после трећег су се предали.

## Последице
Дознавши за уништење Ереншелдовог одреда, Ватранг је идућег дана напустио воде Гангута. Швеђани су имали 948 мртвих, рањених и заробљених. Руски губици износили су 127 погинулих и 342 рањена. Победа у Гангутској бици била је прва руска поморска победа. Представља прекретницу у рату на мору. Петар ју је упоређивао са Полтавом. Руси су потпуно овладали Финском.